# Circondario di Fiorenzuola
Il circondario di Fiorenzuola era uno dei due circondari in cui era suddivisa la provincia di Piacenza, esistito dal 1859 al 1923.

## Storia
Il circondario di Fiorenzuola, parte della provincia di Piacenza, venne istituito nel 1859, in seguito ad un decreto dittatoriale di Carlo Farini che ridisegnava la suddivisione amministrativa dell'Emilia in previsione dell'annessione al Regno di Sardegna.
Nel 1885 i comuni facenti parte del mandamento di Monticelli d'Ongina furono distaccati ed aggregati al circondario di Piacenza.
Il circondario di Fiorenzuola d'Arda fu soppresso nel 1923, e il territorio aggregato al circondario di Piacenza.

## Geografia antropica

### Suddivisioni amministrative
Nel 1863, la composizione del circondario era la seguente:
- mandamento I di Bardi
  - Bardi; Boccolo de' Tassi
- mandamento II di Carpaneto
  - Carpaneto; Gropparello
- mandamento III di Castell'Arquato
  - Castell'Arquato; Vernasca
- mandamento IV di Cortemaggiore
  - Besenzone; Cortemaggiore; Polignano Piacentino (fino al 1882 ; poi San Pietro in Cerro[5]) Villanova sull'Arda
- mandamento V di Fiorenzuola
  - Alseno; Cadeo; Fiorenzuola
- mandamento VI di Lugagnano Val d'Arda
  - Lugagnano Val d'Arda; Morfasso
- mandamento VII di Monticelli d'Ongina
  - Caorso; Castelvetro Piacentino; Monticelli d'Ongina